# Lepidium fasciculatum
Lepidium fasciculatum är en korsblommig växtart som beskrevs av Albert Thellung. Lepidium fasciculatum ingår i släktet krassingar, och familjen korsblommiga växter. Inga underarter finns listade i Catalogue of Life.